# Glaucidium radiatum
La civetta nana della giungla o civettina della giungla (Glaucidium radiatum (Tickell, 1833)) è un piccolo rapace notturno appartenente alla famiglia degli Strigidi. Specie piuttosto comune, è presente con due sottospecie nel subcontinente indiano.

## Descrizione

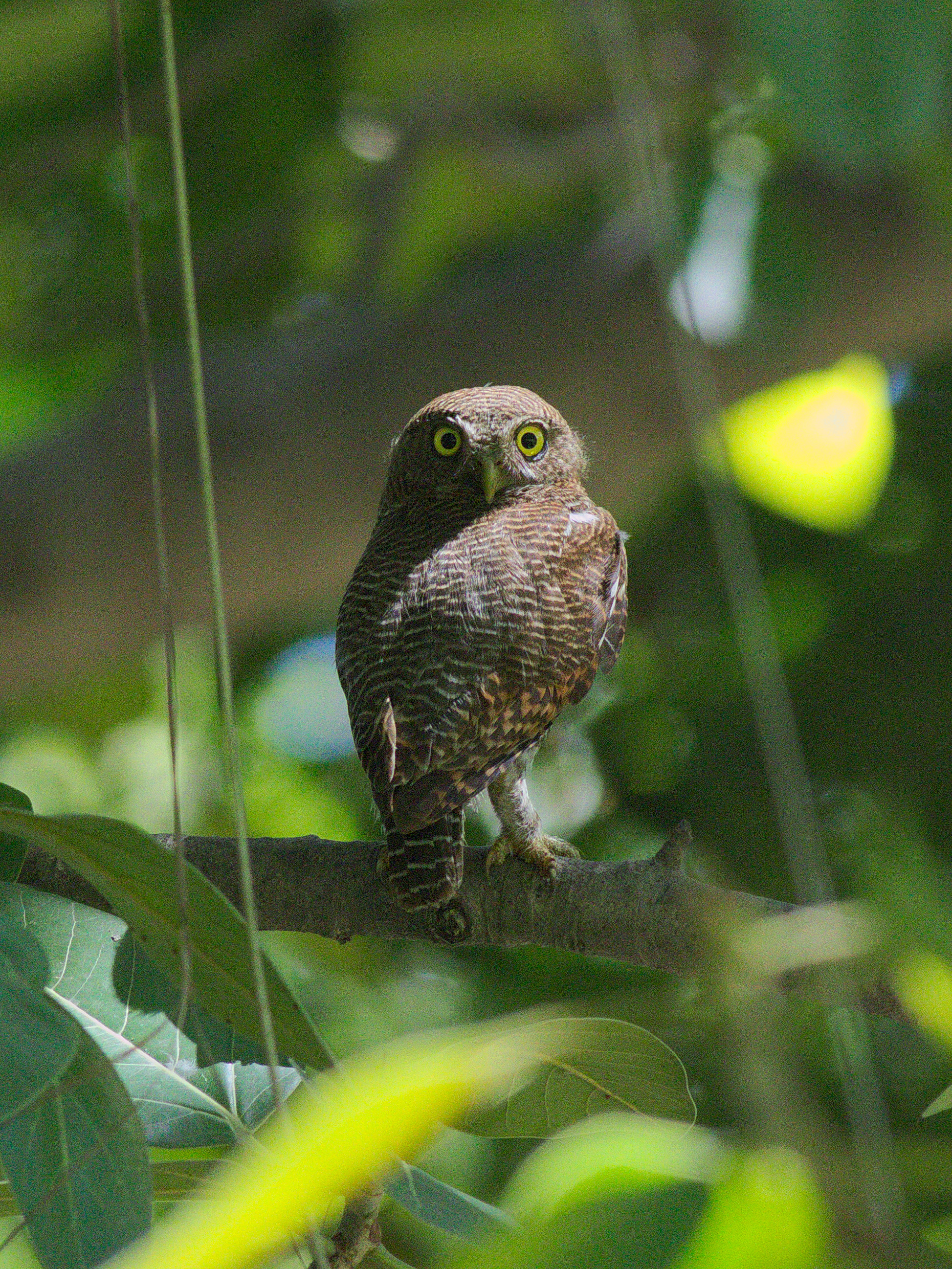
Civetta nana della giungla.

La civetta nana della giungla misura circa 20 centimetri di lunghezza, di cui da 6,2 a 8,4 spettanti alla coda. Il peso è compreso tra 88 e 114 grammi. Non esiste un dimorfismo sessuale evidente, ma le femmine tendono ad essere leggermente più grandi.
Il disco facciale è irrilevante. Il mento, la breve stria sopracciliare e una macchia sul petto sono bianchi. La parte superiore del corpo è di colore marrone scuro e fittamente barrata da sottili strie color ocra o bianco pallido. Il petto è biancastro con una quantità variabile di marrone ruggine. Anche la parte inferiore del corpo è bianca, mentre i fianchi sono segnati da strisce grigie e marroni. Le cosce sono ricoperte di piume.
Gli occhi sono di colore giallo limone. La cera che ricopre la base del becco è bluastra, mentre il becco è giallo-verdastro.
Il richiamo di questa specie è costituito da un trillo squillante.

## Biologia
La civetta nana della giungla vive da sola o in coppia. Risiede principalmente sulla cima di alberi molto alti ed è attiva soprattutto al crepuscolo. Il picco di attività si registra un'ora prima del buio e all'alba. Occasionalmente, nelle giornate nuvolose, può andare a caccia anche di giorno. Nelle giornate limpide può essere scorta mentre prende il sole al mattino o nel tardo pomeriggio. Di solito, tuttavia, trascorre le ore diurne nascondendosi nella chioma degli alberi.
Si nutre principalmente di insetti come le cavallette, ma cattura anche piccole lucertole, topi e uccelli canori.
Di solito nidifica nelle cavità naturali degli alberi o in quelle abbandonate dai picchi. La cavità del nido si trova generalmente fra tre e otto metri di altezza dal suolo. La covata comprende tre o quattro uova.

## Distribuzione e habitat
La civetta nana della giungla è originaria del subcontinente indiano. Il suo areale si estende dall'India settentrionale fino alla Birmania e allo Sri Lanka.
Ai piedi dell'Himalaya abita nelle foreste decidue umide. Si incontra anche nelle foreste secondarie ovie siano presenti molte specie di bambù. Nel subcontinente indiano si spinge fino a 2000 metri, mentre nello Sri Lanka non oltrepassa i 1100 metri.

## Tassonomia
Ne vengono riconosciute due sottospecie:
- G. r. radiatum (Tickell, 1833), diffusa sull'Himalaya dall'Himachal Pradesh al Bhutan, nel Bangladesh e, forse, nel Myanmar occidentale, nonché in tutta l'India (eccettuate le regioni sud-occidentali) e nello Sri Lanka;
- G. r. malabaricum (Blyth, 1846), presente esclusivamente nell'India sud-occidentale.

## Conservazione
La IUCN la classifica come «specie a rischio minimo» (Least Concern).